# Eric van Rossum
Eric van Rossum est un footballeur néerlandais né le 27 mars 1963 à Nimègue aux Pays-Bas.

## Palmarès
- Championnat du Japon :
  - Champion en 1993 (Verdy Kawasaki).